# Mhowgaon
Mhowgaon is een nagar panchayat (plaats) in het district Indore van de Indiase staat Madhya Pradesh. 

## Demografie
Volgens de Indiase volkstelling van 2001 wonen er 20.521 mensen in Mhowgaon, waarvan 54% mannelijk en 46% vrouwelijk is. De plaats heeft een alfabetiseringsgraad van 68%. 